# DFS 39 (航空機)

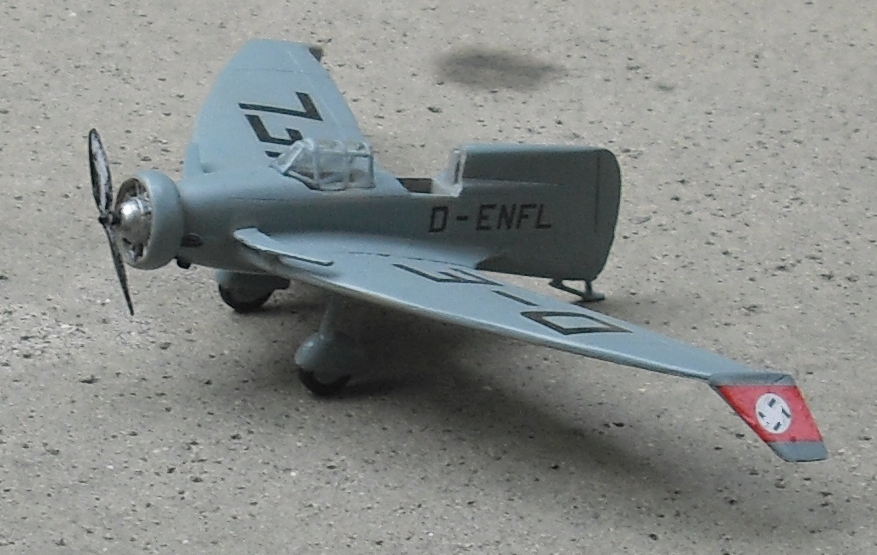
DFS-39の模型

DFS 39または　リピッシュ デルタIVcは、1930年代に開発されたアレクサンダー・リピッシュの設計による無尾翼機で、ロケット戦闘機Me 163の設計のもとになった。
デルタ翼を採用したデルタI、デルタII、デルタIIIを設計に続いて、ゲルハルト・フィーゼラーの注文で、スポーツ機としてアレクサンダー・リピッシュが設計した、デルタIVに始まる。デルタ翼でカナードを装備し、胴体の前後にエンジンとプロペラを装着した機体で、フィーゼラー F 3 ウェスペとして、フィーゼラーで試作機が製作された。劣悪な操縦性であることが判明しフィーゼラーは開発を断念した。
アレクサンダー・リピッシュは問題は解決可能であると信じて、ドイツ滑空機研究所（Deutsche Forschungsanstalt für Segelflug）でヴァルター・ゲオルギイと協力し、ドイツ航空省から資金を得て、フィーゼラーから試作機を購入し、機体の完成をめざした。カナードを除去し後部エンジンも廃止したデルタIVaは、操縦性が改善されたがふたたび事故をおこした。ドイツ航空省とドイツ航空研究所（Deutschen Versuchsanstalt für Luftfahrt）はこの機体は危険であり、空力的な解決不能な問題があると結論したがヴァルター・ゲオルギイは研究が中止されるのを避ける努力を続けた。
アレクサンダー・リピッシュの開発したストークX滑空機の実験結果を取り入れて、空力的に洗練されたデルタIVbが再製作された。さらに主翼の後退角を小さくし、外翼に下反角をつけ胴体を若干延長し、フィンが追加された、デルタIVcが製作され、その性能はリピッシュの求めていたレベルに達した。1936年に航空省の試験センターに引き渡され、ハイニ・ディットマーの操縦で試験され、滞空証明に合格し、航空省からDFS 39の公式記号を得た。
DFS 39は優れた安定性と良好な操縦性を示し、ロケット戦闘機の開発計画をもっていた航空省の関心をひき、Me 163の機体の設計に引き継がれることになった。

## 要目（DFS 39）
- 乗員: 1名
- 全長: 5.06 m
- 全巾; 10.21 m
- 全高: 2.00 m
- エンジン: Pobjoy R
- 出力 75PS